# 20 Гидры
20 Гидры (лат. 20 Hydrae), HD 78732 — двойная звезда в созвездии Гидры на расстоянии приблизительно 568 световых лет (около 174 парсек) от Солнца. Видимая звёздная величина звезды — +5,462m.

## Характеристики
Первый компонент — жёлто-оранжевый гигант спектрального класса G5, или G8II, или G8III, или K0II-III. Масса — около 3,851 солнечной, радиус — около 20,645 солнечного, светимость — около 217,188 солнечной. Эффективная температура — около 4983 K.
Второй компонент — коричневый карлик. Масса — около 24,2 юпитерианской. Удалён в среднем на 2,344 а.е..